# Justin Langer
Justin Lee Langer AM (* 21. November 1970 in Perth, Australien) ist ein ehemaliger australischer Cricketspieler. Mit Matthew Hayden zusammen bildete er eins der erfolgreichsten Startschlagmännergespanne aller Zeiten. Im Jahr 2001 wurde er zu einem der Wisden Cricketer of the Year gewählt.
Justin Langer absolvierte zwischen 1993 und 2007 105 Test Matches für Australien, bei denen er insgesamt 7696 Runs erzielte (45,27 Runs pro Wicket). Sein Test-Debüt feierte Langer im Januar 1993 gegen das Team der West Indies in Adelaide. Seine Bestleistung als Batsman waren 250 Runs, die er im Dezember 2002 gegen England im Melbourne Cricket Ground erzielte. Insgesamt erzielte Langer in seiner Karriere 23 Test-Centuries (100 oder mehr Runs). Seinen letzten Einsatz bei einem Test hatte er gegen England im Januar 2007 im Rahmen der Ashes-Serie 2006/2007. Nach dem Turnier beendete er zusammen mit Shane Warne und Glenn McGrath seine internationale Karriere.
Langer wurde für seine Leistungen mehrfach ausgezeichnet. 2000 erhielt er die Australien Sports Medal und im darauffolgenden Jahr die Centenary Medal. 2008 wurde er zum Member des Order of Australia ernannt. 